# Стратфорд на Ейвън
 Тази статия е за града в Англия.  За административния окръг вижте Стратфорд на Ейвън (окръг).  
Стратфорд на Ейвън (на английски Stratford-upon-Avon, Стратфорд ъпон Ейвън) е град на река Ейвън в южната част на графство Уоруикшър, Англия. Има англосаксонски произход и израства като пазарно място в Средните векове. През 2001 г. е с население от 23 676 души.
Градът е рожденото място на Уилям Шекспир и поради това е известна туристическа дестинация с над 3 милиона посетители на година.
Локално градът е известен като Стратфорд (Stratford [Стратфърд] – също и квартал на столицата Лондон), а окръжаващата го област – като Стратфорд он Ейвън. Затова двете наименования лесно могат да бъдат объркани, но всъщност на английски те леко се различават. Градът е Стратфорд ъпон Ейвън (Stratford-upon-Avon), а областта е Стратфорд он Ейвън (Stratford-on-Avon).
В близост се намират градовете Бирмингам и Ковънтри.
Стратфорд на Ейвън е известен като „Града на театъра“.

## Личности
- Реймънд Фишер (1882 - 1916), македоно-одрински опълченец, нестроева рота на 6-та охридска дружина и щаб на 5-та одринска дружина[1]